# Brigita Langerholc
Brigita Langerholc, née  le 12 septembre 1976 à Celje, est une athlète slovène qui court sur 800 m.
Elle s'est classée quatrième du 800 m aux Jeux olympiques de Sydney. Elle a remporté le titre aux Universiades de 2001.
Aux championnats du monde, après quatre participations sans atteindre la finale, elle réussissait en 2007 à se classer cinquième de la finale et signait (en demi-finale) un nouveau record personnel en 1 min 58 s 41.

## Palmarès

### Jeux olympiques
- Jeux olympiques d'été de 2000 à Sydney ( Australie)
  - 4e sur 800 m

### Championnats du monde d'athlétisme
- Championnats du monde d'athlétisme de 2001 à Edmonton ( Canada) 
  - éliminée en série sur 800 m
- Championnats du monde d'athlétisme de 2003 à Paris ( France) 
  - éliminée en demi-finale sur 800 m
- Championnats du monde d'athlétisme de 2005 à Helsinki ( Finlande) 
  - éliminée en série sur 800 m
- Championnats du monde d'athlétisme de 2007 à Osaka ( Japon) 
  - 5e sur 800 m

### Championnats du monde d'athlétisme en salle
- Championnats du monde d'athlétisme en salle de 1999 à Séville ( Espagne) 
  - éliminée en demi-finale sur 800 m
- Championnats du monde d'athlétisme en salle de 2003 à Birmingham ( Royaume-Uni) 
  - éliminée en demi-finale sur 800 m

### Championnats d'Europe d'athlétisme
- Championnats d'Europe d'athlétisme de 2002 à Munich ( Allemagne)
  - éliminée en demi-finale sur 800 m
- Championnats d'Europe d'athlétisme de 2006 à Göteborg ( Suède)
  - 5e sur 800 m

### Championnats d'Europe d'athlétisme en salle
- Championnats d'Europe d'athlétisme en salle de 2005 à Madrid ( Espagne)
  - éliminée en série sur 800 m
- Championnats d'Europe d'athlétisme en salle de 2007 à Birmingham ( Royaume-Uni)
  - 6e sur 800 m

### Universiade
- Universiade d'été de 2001 à Pékin ( Chine)
  -  Médaille d'or sur 800 m

## Sources
- (en) Cet article est partiellement ou en totalité issu de l’article de Wikipédia en anglais intitulé « Brigita Langerholc » (voir la liste des auteurs).